# Пагода Тяньнин (Цзянсу)
Пагода Тяньнин (кит. трад. 天寧宝塔, упр. 天宁宝塔, пиньинь Tiānníng Băotă, иначе Тяньнинбаота) расположена в городе Чанчжоу провинции Цзянсу на востоке Китая. Является самой большой буддийской пагодой и самым высоким деревянным строением в мире.

## Описание
Пагода состоит из 13 ярусов и достигает в высоту 153,79 метра. Тяньнинбаота является частью древнего храмового комплекса Тяньнинсы (天宁寺), основанного в период династии Тан, правившей в 680—907 годы в Китае. Там же находилась пагода династии Сун, состоящая из 7 ярусов (960—1279 годы), но позже, в ходе войн, она была сожжена. Сооружение новой пагоды началось в 2002 году. На её строительство было потрачено 300 миллионов юаней (38,5 миллиона долларов). При строительстве использовались ценные породы дерева, импортируемые из Мьянмы и Папуа Новой Гвинеи. Пагода Тяньнинбаота имеет позолоченное навершие, а также несколько особенностей:
1. На 13 ярусе пагоды установлен 30 тонный колокол, чей звон можно услышать на расстоянии нескольких километров.
2. На последнем ярусе также хранится созданное из горного хрусталя уникальное изваяние Будды, переданное храму одним из китайских коллекционеров.

## Галерея

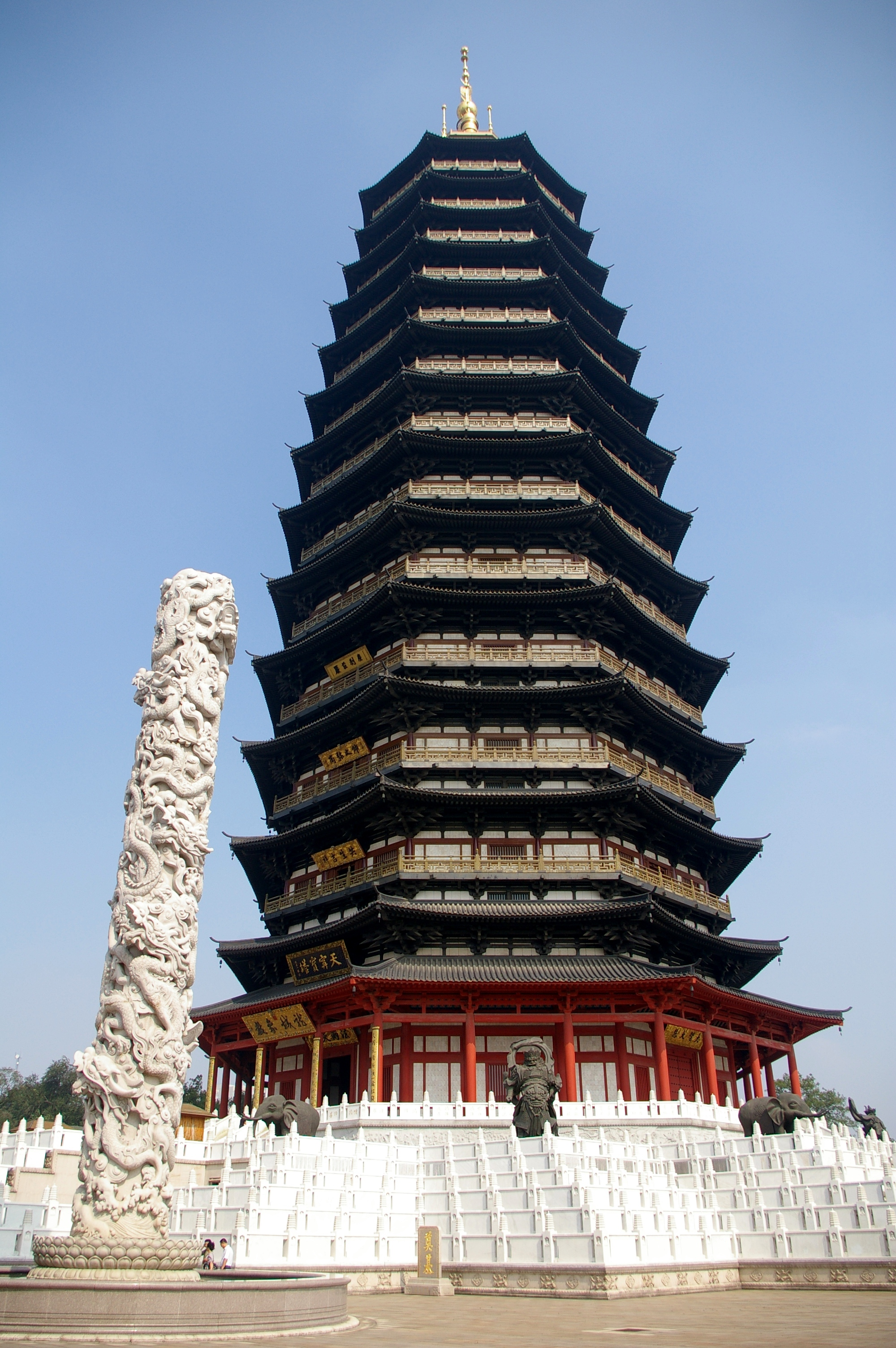
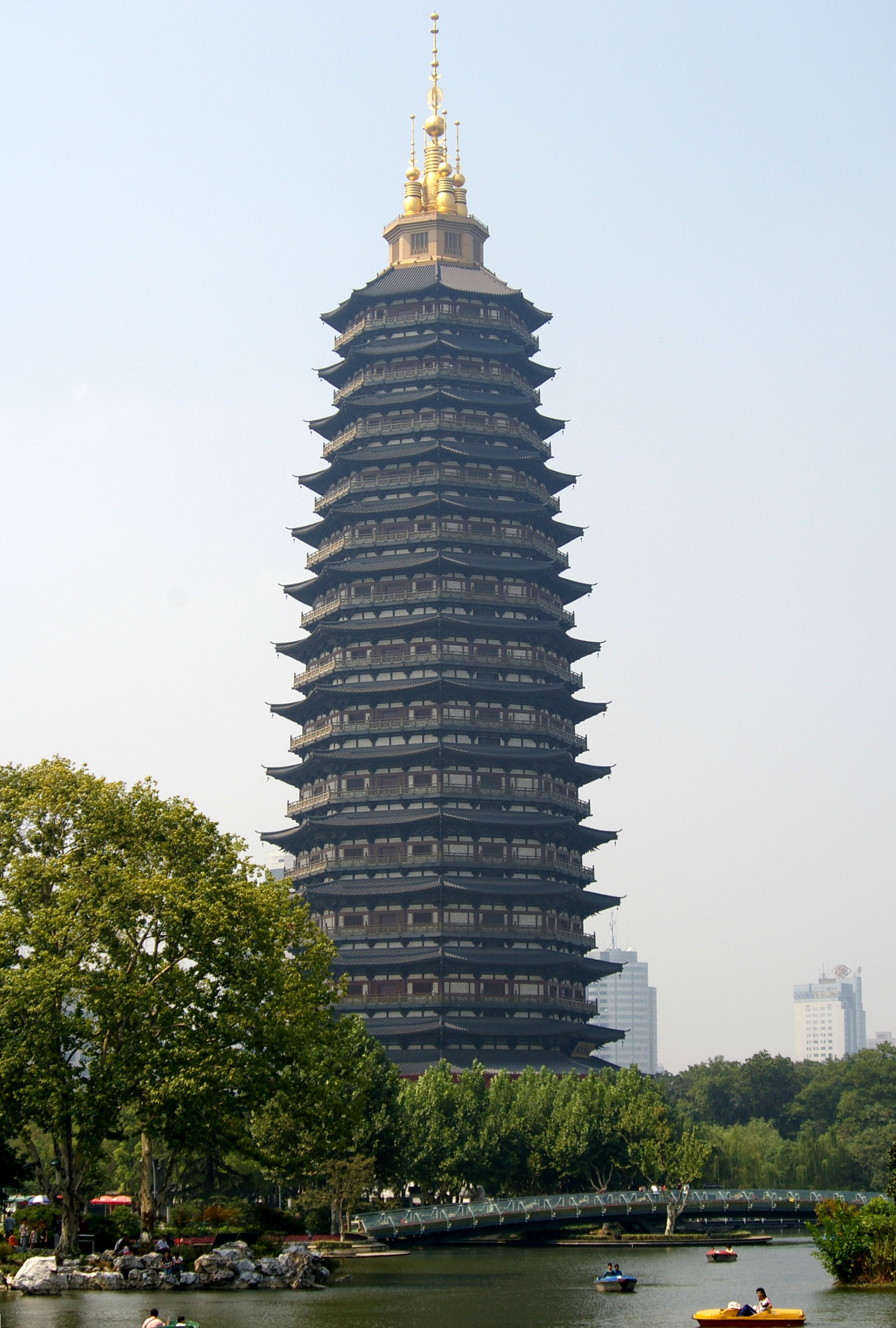
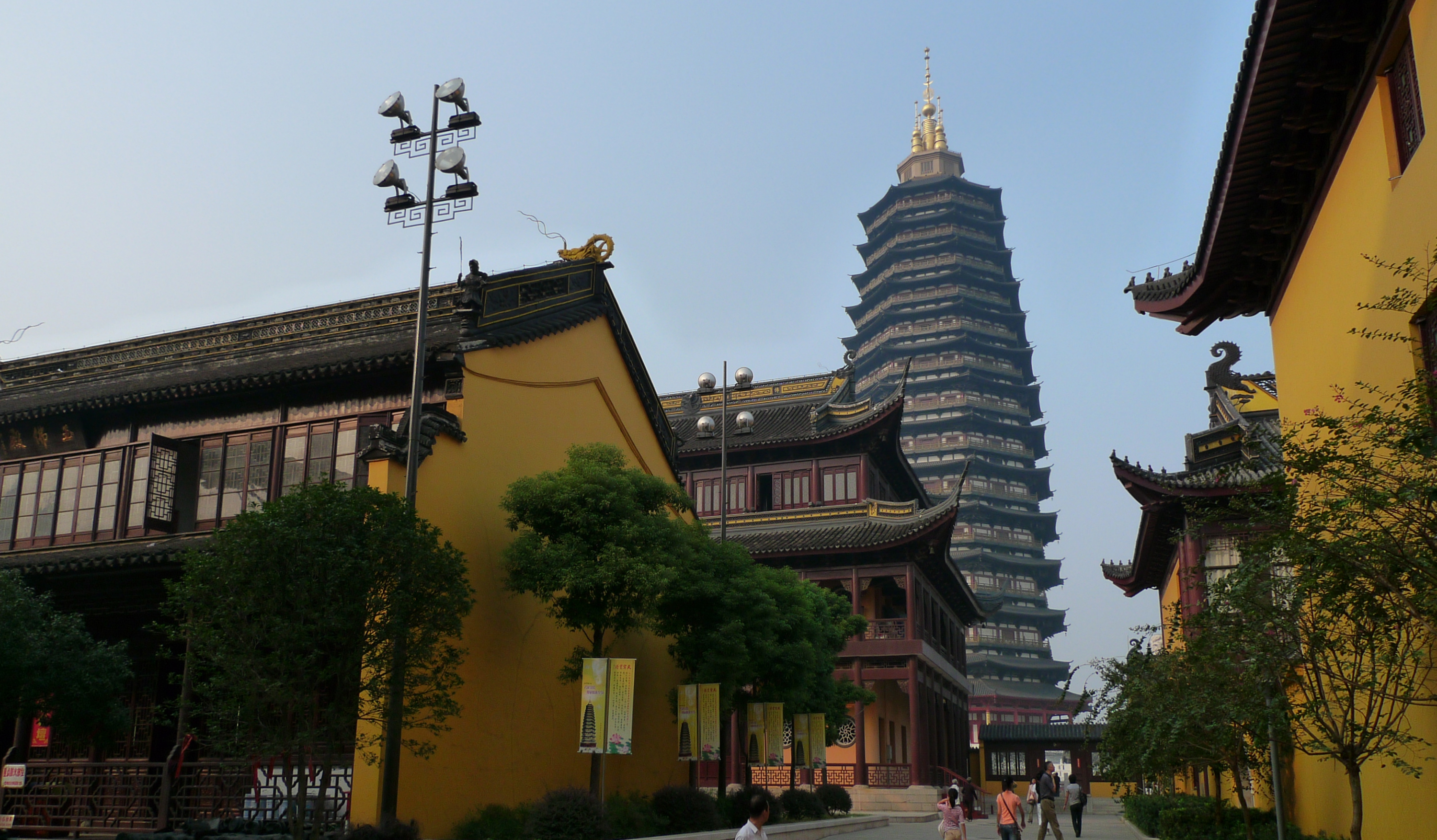